# Küps

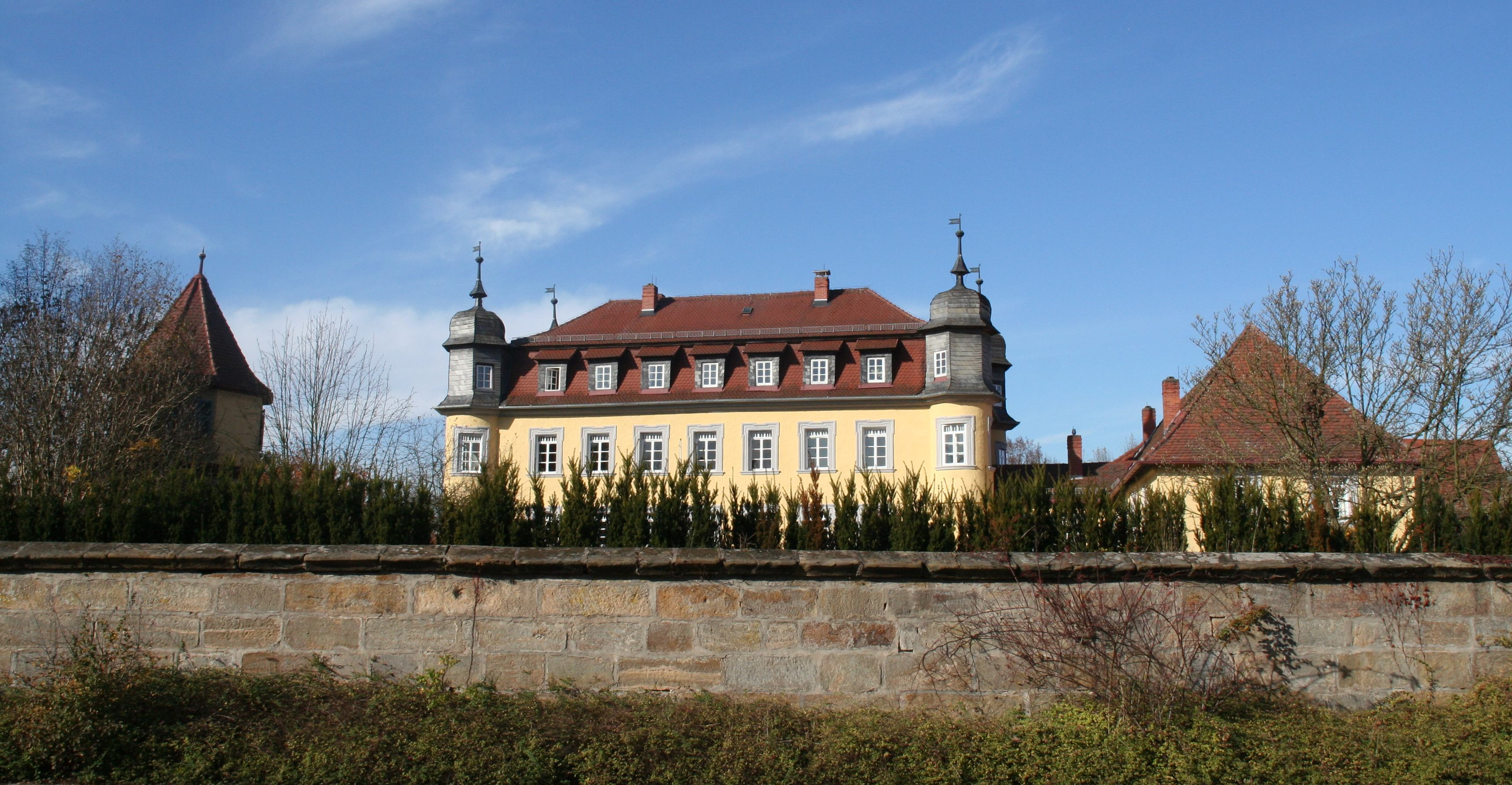
Küps

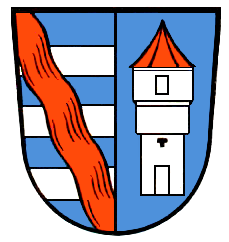
Stemă

Küps este o comună-târg din districtul  Kronach, regiunea administrativă Franconia Superioară, landul Bavaria, Germania.